# Blumeodendron
Blumeodendron är ett släkte av törelväxter. Blumeodendron ingår i familjen törelväxter.
Kladogram enligt Catalogue of Life:
| Blumeodendron | \| \| Blumeodendron bullatum \| \| \| \| \| \| Blumeodendron calophyllum \| \| \| \| \| \| Blumeodendron concolor \| \| \| \| \| \| Blumeodendron kurzii \| \| \| \| \| \| Blumeodendron tokbrai \| \| \| \| |
|               | \| \| Blumeodendron bullatum \| \| \| \| \| \| Blumeodendron calophyllum \| \| \| \| \| \| Blumeodendron concolor \| \| \| \| \| \| Blumeodendron kurzii \| \| \| \| \| \| Blumeodendron tokbrai \| \| \| \| |
|               | Blumeodendron bullatum |
|               | |
|               | Blumeodendron calophyllum |
|               | |
|               | Blumeodendron concolor |
|               | |
|               | Blumeodendron kurzii |
|               | |
|               | Blumeodendron tokbrai |
|               | |